# Philippe Tondeur
Philippe Maurice Tondeur (* 7. Dezember 1932 in Zürich) ist ein schweizerisch-US-amerikanischer Mathematiker, der sich mit Differentialgeometrie und Topologie befasst.

## Leben
Tondeur wurde 1961 an der Universität Zürich in Mathematik promoviert. Als Post-Doktorand war er bis 1963 an der Universität Paris, 1963/64 Dozent an der Universität Zürich und 1964/65 an der Harvard University.  1965 wurde er Lecturer an der University of California, Berkeley und 1966 Associate Professor an der Wesleyan University. Seit 1968 ist er Associate Professor und seit 1970 Professor an der University of Illinois at Urbana-Champaign, deren Mathematikfakultät er von 1996 bis zu seiner Emeritierung 2002 vorstand. 1977/78 und 1991/92 war er dort auch Mitglied des Center for Advanced Study.
Nach seiner Emeritierung war er Direktor für Mathematik bei der National Science Foundation. Er war Herausgeber des Illinois Journal of Mathematics.
Tondeur war Gastprofessor und Gastwissenschaftler in Buenos Aires, Auckland in Neuseeland, Heidelberg, Rom, Santiago de Compostela, Löwen, an der ETH Zürich, der École polytechnique, am Max-Planck-Institut für Mathematik in Bonn, der Universität Tohoku, der Universität Hokkaido und der Keio-Universität in Tokio.
Er befasst sich insbesondere mit der Geometrie von Blätterungen und der geometrischen Theorie partieller Differentialgleichungen.
2010 wurde er Fellow der American Association for the Advancement of Science und 2012 der American Mathematical Society.

## Schriften
- Affine Zusammenhänge auf Mannigfaltigkeiten mit fast-symplektischer Struktur. In: Commentarii mathematici Helvetici. Bd. 36 (1962), Fasc. 3, S. 234–264, doi:10.5169/seals-28057 (Dissertation, Universität Zürich, 1962).
- Introduction to Lie groups and Transformation Groups, Springer Verlag 1965
- mit Franz Kamber: Flat Manifolds, Springer Verlag 1968
- mit Franz Kamber: Foliated bundles and characteristic classes, Springer Verlag 1975
- mit Franz Kamber: Invariant differential operators and the cohomology of Lie algebra sheaves, American Mathematical Society 1971
- Foliations on Riemannian Manifolds, Springer Verlag 1988
- Geometry of foliations, Birkhäuser Verlag 1997

Er gab die Gesammelten Werke von Kuo-Tsai Chen heraus.